# Chiesa cattolica in Macedonia del Nord
La Chiesa cattolica in Macedonia del Nord è parte della Chiesa Cattolica universale, sotto la guida spirituale del Papa e della Santa Sede.

## Organizzazione territoriale
Tutto il territorio del paese è compreso nella diocesi di Skopje, suffraganea ad instar dell'arcidiocesi di Sarajevo. Il vescovo di Skopje è anche eparca per i fedeli greco-cattolici di rito bizantino, per i quali esiste una giurisdizione propria, l'eparchia della Beata Maria Vergine Assunta in Strumica-Skopje. La diocesi di Skopje è retta attualmente da monsignor Kiro Stojanov.
I vescovi macedoni sono membri di diritto della Conferenza episcopale internazionale dei Santi Cirillo e Metodio, che raggruppa gli episcopati di Serbia, Montenegro, Kosovo e Macedonia del Nord.
Al 2017 i cattolici sono circa 15.000, corrispondenti all'incirca allo 0,72% del totale.

## Nunziatura apostolica
Il Paese mantiene relazioni diplomatiche con la Santa Sede dal 21 dicembre 1994, con la presenza di un nunzio apostolico.

### Nunzi apostolici
- Edmond Y. Farhat † (26 luglio 1995 - 11 dicembre 2001 nominato nunzio apostolico in Turchia e Turkmenistan)
- Marian Oles † (11 dicembre 2001 - 1º maggio 2002 dimesso)
- Giuseppe Leanza (18 maggio 2002 - 22 febbraio 2003 nominato nunzio apostolico in Bulgaria)
- Santos Abril y Castelló (9 aprile 2003 - 9 gennaio 2011 ritirato)
- Janusz Bolonek † (4 maggio 2011 - 2013 ritirato)
- Anselmo Guido Pecorari (11 luglio 2014 - 31 dicembre 2021 ritirato)
- Luciano Suriani, dal 21 maggio 2022